# Pelourinho de Nogueira do Cravo
O Pelourinho de Nogueira do Cravo é um pelourinho situado na freguesia de Nogueira do Cravo, no município de Oliveira do Hospital, distrito de Coimbra, em Portugal.
Está classificado como Imóvel de Interesse Público desde 1933.
Do tipo quinhentista, este pelourinho é formado por uma coluna de fuste oitavado que parte de um plinto circular e termina em capitel com gola, sem remate. Todo o conjunto assenta em dois degraus quadrangulares.